# Lobogenesis magdalenana
Lobogenesis magdalenana is een vlinder uit de familie van de bladrollers (Tortricidae). De wetenschappelijke naam van de soort is voor het eerst geldig gepubliceerd door Brown.